# Carol Martini
Carol Martini (geb. vor 1980; gest. vor 2008) war ein deutscher Squashspieler.

## Karriere
Carol Martini war in den 1980er-Jahren aktiv. Mit der deutschen Nationalmannschaft nahm er 1987 und 1989 an der Weltmeisterschaft teil, die das Turnier auf dem 14. bzw. 10. Platz abschloss. 1983 und 1987 stand er im Hauptfeld der Einzel-Weltmeisterschaft und schied beide Male in der ersten Runde gegen Jahangir Khan bzw. Mark Maclean aus. 1989 belegte Martini mit der Nationalmannschaft bei den Europameisterschaften den vierten Platz.
Von 1980 bis 1983 wurde Martini viermal in Folge sowie nochmals 1985 und 1987 Deutscher Meister.

## Erfolge
- Deutscher Meister: 6 Titel (1980–1983, 1985, 1987)